# ستيف كارديف
ستيف كارديف هو سياسي كندي، ولد في 10 أغسطس 1957 في بورت ألبيرني في كندا، وتوفي في 6 يوليو 2011 في Klondike Highway ‏ في الولايات المتحدة. نشط حزبياً في Yukon New Democratic Party ‏. وقد انتخب عضو الجمعية التشريعية في يوكون ‏.